# Cautires selangorensis
Cautires selangorensis – gatunek chrząszcza z rodziny karmazynkowatych i podrodziny Lycinae.
Gatunek ten opisany został po raz pierwszy w 1930 roku przez Richarda Kleine na podstawie okazu odłowionego w 1929 roku w Kuala Lumpur. Holotyp zdeponowano w Muzeum Historii Naturalnej w Londynie. Epitet gatunkowy pochodzi od stanu Selangor, w którym leży miejsce typowe.
Chrząszcz o grzbietobrzusznie spłaszczonym i słabo zesklerotyzowanym ciele długości 6,7 mm. Ubarwiony jest czarno z rudym owłosieniem w nasadowych ⅓ długości żeberek podłużnych pokryw. Czułki u samicy są ostro piłkowane, u samca zaś blaszkowate; długość blaszek członów od siódmego do dziewiątego jest dwukrotnie większa od długości trzonów tychże członów. Mała głowa wyposażona jest w oczy złożone o średnicach nie przekraczających 1,4 ich rozstawu. Przedplecze jest tak długie jak szerokie; przednie kąty ma stępione, brzegi boczne lekko wklęsłe w tylnej części, a tylne kąty ostro wystające. Powierzchnia przedplecza podzielona jest listewkami (żeberkami) na siedem komórek (areoli). Na powierzchni przedplecza rośnie czarnej barwy owłosienie. Pokrywy mają po cztery żeberka podłużne pierwszorzędowe i po pięć żeberek podłużnych drugorzędowych. Ponadto między tymi żeberkami występują gęsto rozmieszczone żeberka poprzeczne, dzieląc również powierzchnię pokryw na komórki (areole). Genitalia samca cechują się smukłym prąciem o długości 1,2 mm, największą szerokość osiągającym w wierzchołkowych 2/5 długości.
Owad orientalny, endemiczny dla Malezji, znany tylko z lokalizacji typowej w stanie Selangor. Siedlisko w którym występował przypuszczalnie uległo zniszczeniu w wyniku urbanizacji lub przekształceniu w uprawę palmy oleistej.